# 統一度量衡

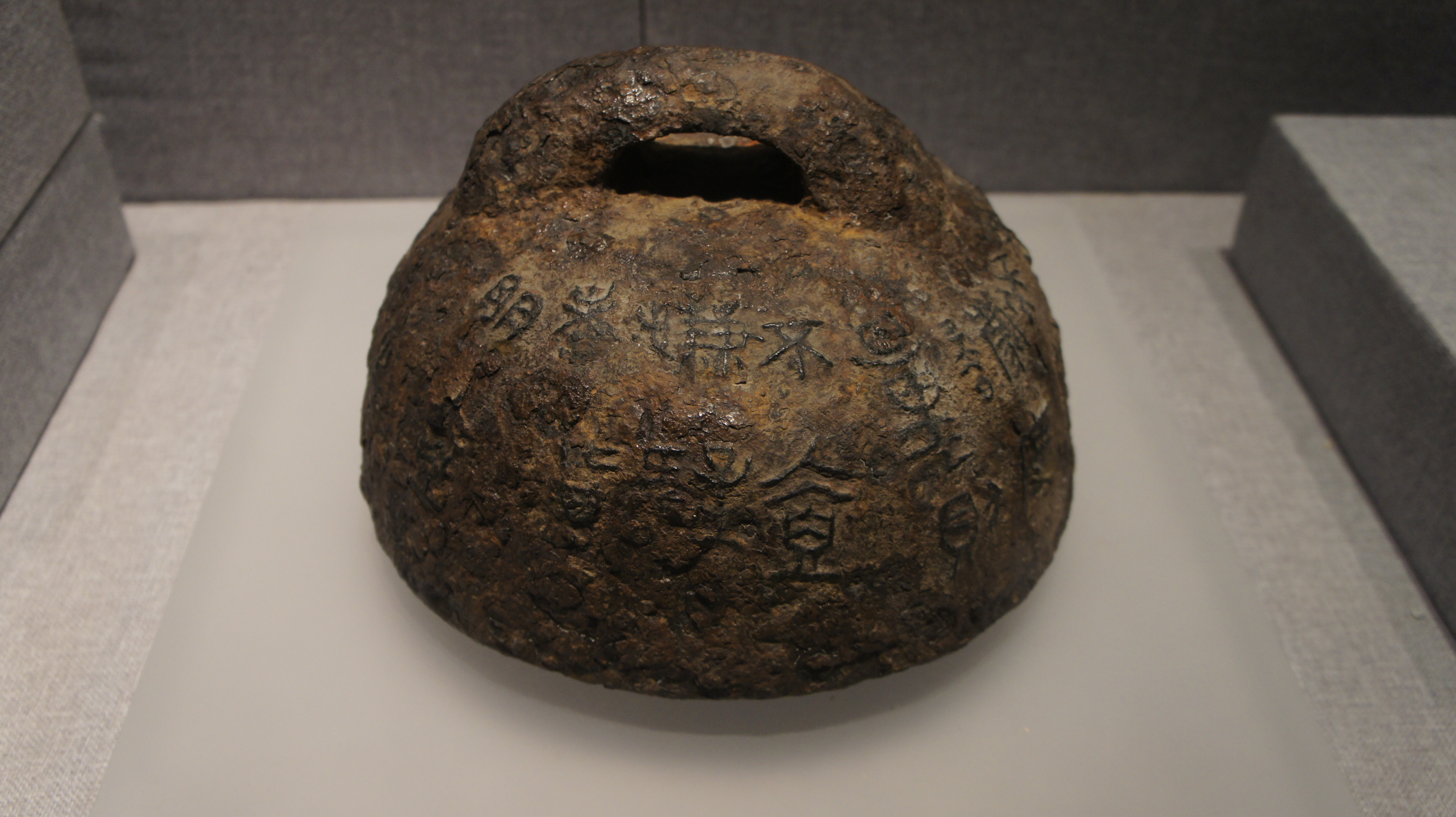
1986年在河南古城村出土的《秦始皇二十六年诏书铁权》。

统一度量衡，即将全国的度（长度）量（容积）衡（重量）制定统一的标准。
商鞅变法为保证国家税收，制造了标准的度量衡器，“商鞅量”铭文为“爰积十六尊（寸）五分尊（寸）之一为升”。即1标准尺约合今0.23米，1标准升约合今0.2立方分米。在秦始皇统一中国后，又制定了全中国的统一的度量衡：1引 = 10丈、1丈 = 10尺、1尺 = 10寸、1寸 = 10分，1尺 = 23.1公分；1斛 = 10斗、1斗 = 10升，1升 = 200立方厘米；1石 = 4钧、1钧 = 30斤、1斤 = 16两、1两 = 24铢，1斤 = 253克。其后，历代在制度混乱后，都会有统一度量衡的举措。现行市制就是1929年国民政府制定的度量衡制度：3尺 = 1米；2斤 = 1千克；1升 = 1立方分米。 